# Ciril Zlobec
Ciril Zlobec, slovenski pesnik, pisatelj, publicist, prevajalec, novinar, urednik, politik, * 4. julij 1925, Ponikve † 24. avgust 2018, Ljubljana.

## Življenje
Ciril Zlobec se je rodil v kmečki družini kot najmlajši med sedmimi otroki. Osnovno šolo je obiskoval v vasi Avber, gimnazijo pa v Gorici in Kopru. Iz gimnazije je bil zaradi pisanja pesmi leta 1941 izključen. Po drugi svetovni vojni, katere se je udeležil kot partizan, je šolanje nadaljeval v Ljubljani, kjer je tudi doštudiral slavistiko ter nato delal kot novinar na Radiu Ljubljana, kot urednik kulturne redakcije TV Ljubljana (1969−1972), urednik igranega in odgovorni urednik kulturno-umetniškega programa Radia Ljubljana (1972−1986). Poznan je tudi kot prevajalec, zlasti iz italijanščine (Dante Alighieri, Leopardi, Carducci, Montale, Ungaretti, Quasimodo, ...) in srbohrvaščine (Davičo, Popa, Mihalić). Že v obdobju socializma je imel več političnih funkcij v ZKS (mdr. član CK od 1968), med letoma 1969 in 1979 je bil poslanec v skupščini SRS, v 80. letih dva mandata podpredsednik SZDL Slovenije, zadnji mandat predsednik Sveta Univerze v Ljubljani, pa tudi v Zvezi pisateljev Jugoslavije (1985/86 je bil njen predsednik), kjer se je boril proti predlogu t. i. skupnih jeder. Leta 1990 je bil na nesposrednih volitvah izvoljen za člana predsedstva Republike Slovenije (do 1992). Od 1969 do konca 90. let (skupaj 30 let) je bil glavni urednik literarne revije Sodobnost. 
Leta 1985 je postal dopisni (izredni) in 1989 redni član SAZU, med leti 1992 in 1999 je bil tudi njen podpredsednik. Bil je dopisni član Hrvaške akademije znanosti in umetnosti ter član Evropske akademije znanosti in umetnosti (Salzburg) in Mediteranske akademije (Neapelj). 
Njegovo življenje je zaznamovala tudi osebna tragedija, saj sta mu v času njegovega življenja umrla oba otroka, hči Varja (1964−2007) in sin Jaša (1951−2011).

## Književni opus
Ciril Zlobec je znan zlasti kot pesnik, ki piše lirične, čustvene pesmi. Prve pesmi je objavljal že med vojno. Leta 1953 je skupaj s Tonetom Pavčkom, Kajetanom Kovičem in Janezom Menartom izdal prvo svojo pesniško zbirko Pesmi štirih, ki je do danes doživela številne ponatise. Sledile so številne druge pesniške zbirke: Pobeglo otroštvo (1957), Ljubezen (1958), Najina oaza (1964), Pesmi jeze in ljubezni (1968), Čudovita pustolovščina (1971), Dve žgoči sonci (1973), Vračanja na Kras (1974), Kras (1976), Pesmi (1979), Glas (1980), Pesmi ljubezni (1981), Beseda (1985), Nove pesmi (1985), Rod (1988), Moja kratka večnost (1990), Ljubezen dvoedina (1993), Stopnice k tebi (1995), Skoraj himne (1995), Ti – jaz – midva (1995 – z zgoščenko), Mojih sedemdeset (1995), Čudež telovzetja (2004), Dvom, upanje, ljubezen (2005), Tiho romanje k zadnji pesmi (2010), Biti človek (2014). Ob njegovem 90. rojstnem dnevu je izšel izbor njegovih ljubezenskih pesmi Ljubezen - čudež duše in telesa (2015).
Napisal je tudi nekaj pripovedniških del, napisal je 2 romana: Moj brat svetnik (1970), Spomin kot zgodba (1998). Leta 1962 je napisal tudi radijsko igro Moška leta našega otroštva.  Leta 1974 je pripravil antologijo slovenske poezije ter izbor italijanske lirike. Spisal je tudi več esejističnih del: Poezija in politika (1975), Slovenska samobitnost in pisatelj (1986), Priznam, rekel sem (1988) ter Lepo je biti Slovenec, ni pa lahko (1992). 
Številna Zlobčeva dela so prevedena v tuje jezike, največ v italijanski in srbski jezik (v obeh primerih po 5 zbirk), hrvaški (3), v makedonski po ena, dve v rusinski, albanski, češki, romunski in španski. 

## Nagrade in priznanja
Za svoje delo je prejel več nagrad, med drugim Tomšičevo (1956), Prešernovo (1982), Župančičevo (1976, za prevode) in Veronikino nagrado (2000), pa tudi red dela z zlatim vencem, zlato priznanje OF slovenskega naroda, zlati častni znak svobode Republike Slovenije, zlatnik poezije (2005), Lavrinovo diplomo (za prevajalstvo, 2013), listino prevajalcev Jugoslavije ter mednarodne nagrade: Eugenio Montale (1984, za prevode), Città dello Stretto (1984, za zbirko Ritorni sul Carso) (Ascona, 1985), Tomizzovo nagrado, ki jo podeljuje tržaški Lions Club (2005), mednarodno priznanje Campiello, zahvalno listino za prevode Danteja, Claudio H. Martelli (tržaški PEN, 2011), Veselina Masleše (Sarajevo) za zbirko Nove pesmi, Disovo plaketo za zbirko Svoj obraz iščoč v Čačku, kjer je bil proglašen za jugoslovanskega pesnika leta (1984) in Bosanski steček/stećak (Sarajevo 2014, skupaj s pokojnim sinom Jašo Zlobcem). Bil je Commendatore (komendnik) Republike Italije, prejemnik zvezde italijanske solidarnosti I. stopnje, srebrnega pečata mesta Trst. Španci so ga predlagali celo za Nobelovo nagrado.
Univerza na Primorskem v Kopru mu je 2005 podelila častni doktorat, po izboru poslušalcev Vala 202 je bil Ciril Zlobec ime leta 2015, 2016 je bil imenovan tudi za častnega meščana Ljubljane, bil pa je tudi častni občan Sežane in Kanala ob Soči.

## Vir
1. ↑  Brockhaus Enzyklopädie
2. 1 2 3 4  Slovenska biografija — Znanstvenoraziskovalni center Slovenske akademije znanosti in umetnosti. — ISSN 2350-5370
3. ↑  Umrl je pesnik in akademik Ciril Zlobec
4. ↑  »Ime leta 2015 na Valu 202 je Ciril Zlobec«. 17. december 2015. Pridobljeno 31. decembra 2015.